# Дубравиці (Скрадин)
Дубравиці (хорв. Dubravice) — населений пункт у Хорватії, у Шибеницько-Книнській жупанії у складі міста Скрадин.

## Населення
Населення за даними перепису 2011 року становило 594 осіб.
Динаміка чисельності населення поселення:

## Клімат
Середня річна температура становить 14,44 °C, середня максимальна – 28,08 °C, а середня мінімальна – 0,94 °C. Середня річна кількість опадів – 788 мм.
| Клімат поселення                              | Клімат поселення | Клімат поселення | Клімат поселення | Клімат поселення | Клімат поселення | Клімат поселення | Клімат поселення | Клімат поселення | Клімат поселення | Клімат поселення | Клімат поселення | Клімат поселення | Клімат поселення |
| Показник                                      | Січ.             | Лют.             | Бер.             | Квіт.            | Трав.            | Черв.            | Лип.             | Серп.            | Вер.             | Жовт.            | Лист.            | Груд.            |                  |
| Середній максимум, °C                         | 10,51            | 11,18            | 13,99            | 17,28            | 22,27            | 26,02            | 28,08            | 27,76            | 23,47            | 19,16            | 13,68            | 10,42            |                  |
| Середня температура, °C                       | 5,74             | 6,39             | 9,20             | 12,48            | 17,48            | 21,23            | 24,46            | 24,12            | 19,85            | 15,53            | 10,06            | 6,80             |                  |
| Середній мінімум, °C                          | 0,94             | 1,60             | 4,43             | 7,70             | 12,70            | 16,45            | 20,83            | 20,50            | 16,22            | 11,90            | 6,42             | 3,15             |                  |
| Норма опадів, мм                              | 69               | 61               | 66               | 70               | 56               | 54               | 31               | 46               | 77               | 82               | 96               | 80               |                  |
| Середньомісячна швидкість вітру, м/с          | 2.27             | 2.46             | 2.68             | 2.58             | 2.28             | 2.08             | 2.08             | 1.92             | 2.08             | 2.12             | 2.56             | 2.50             |                  |
| Середньомісячна сонячна радіація, кДж/м²·день | 5274             | 8047             | 11710            | 16423            | 20372            | 22935            | 24654            | 21454            | 15958            | 10325            | 5721             | 4478             |                  |
| --------------------------------------------- | ---------------- | ---------------- | ---------------- | ---------------- | ---------------- | ---------------- | ---------------- | ---------------- | ---------------- | ---------------- | ---------------- | ---------------- | ---------------- |
| Джерело:                                      |                  |                  |                  |                  |                  |                  |                  |                  |                  |                  |                  |                  |                  |